# Mervyn Rose
Mervyn Gordon Rose (ur. 23 stycznia 1930 w Coffs Harbour, zm. 23 lipca 2017 tamże) – australijski tenisista.

## Kariera tenisowa
W latach 50. XX w. był czołowym tenisistą świata i reprezentantem kraju w Pucharze Davisa. W rankingu Lance Tingaya za rok 1958 znalazł się na 3. miejscu na świecie; w czołowej dziesiątce figurował w latach 1953–1958 (z przerwą na rok 1956).
Zwycięzca dwóch turniejów wielkoszlemowych w grze pojedynczej – Australian Championships 1954 i French Championships 1958; w deblu wygrywał Australian Championships 1954, U.S. National Championships 1952 i 1953 oraz Wimbledon 1954; ponadto mistrz w mikście Wimbledonu 1957. W sumie triumfował w 7 imprezach Wielkiego Szlema oraz 12 razy przegrywał w finałach.
W latach 1950–1954 oraz w 1957 występował w reprezentacji daviscupowej; pięciokrotnie miał udział w zdobyciu Pucharu (1950–1953 i 1957).
Po zakończeniu kariery zawodniczej zajął się pracą trenerską; wśród jego podopiecznych znaleźli się m.in. Margaret Smith Court, Kerry Harris, Richard Fromberg, Ian Fletcher, Magdalena Grzybowska, Billie Jean King oraz Arantxa Sánchez Vicario.
W 2001 Mervyn Rose został uhonorowany miejscem w Międzynarodowej Tenisowej Galerii Sławy. W roku 2000 został nagrodzony medalem sportu w Australii, a w 2006 orderem Australii.

### Finały w turniejach wielkoszlemowych

#### Gra pojedyncza (2–1)
| Końcowy wynik | Nr | Data | Turniej                          | Nawierzchnia | Przeciwnik   | Wynik finału       |
| ------------- | -- | ---- | -------------------------------- | ------------ | ------------ | ------------------ |
| Finalista     | 1. | 1953 | Australian Championships, Sydney | Trawiasta    | Ken Rosewall | 0:6, 3:6, 4:6      |
| Zwycięzca     | 1. | 1954 | Australian Championships, Sydney | Trawiasta    | Rex Hartwig  | 6:2, 0:6, 6:4, 6:2 |
| Zwycięzca     | 2. | 1958 | French Championships, Paryż      | Ceglana      | Luis Ayala   | 6:3, 6:4, 6:4      |

#### Gra podwójna (4–7)
| Końcowy wynik | Nr | Data | Turniej                                | Nawierzchnia | Partner          | Przeciwnicy                   | Wynik finału              |
| ------------- | -- | ---- | -------------------------------------- | ------------ | ---------------- | ----------------------------- | ------------------------- |
| Finalista     | 1. | 1951 | U.S. National Championships, Nowy Jork | Trawiasta    | Don Candy        | Ken McGregor Frank Sedgman    | 8:10, 4:6, 6:4, 5:7       |
| Finalista     | 2. | 1952 | Australian Championships, Adelaide     | Trawiasta    | Don Candy        | Ken McGregor Frank Sedgman    | 4:6, 5:7, 3:6             |
| Zwycięzca     | 1. | 1952 | U.S. National Championships, Nowy Jork | Trawiasta    | Vic Seixas       | Ken McGregor Frank Sedgman    | 3:6, 10:8, 10:8, 6:8, 8:6 |
| Finalista     | 3. | 1953 | Australian Championships, Sydney       | Trawiasta    | Don Candy        | Lew Hoad Ken Rosewall         | 11:9, 4:6, 8:10, 4:6      |
| Finalista     | 4. | 1953 | French Championships, Paryż            | Ceglana      | Clive Wilderspin | Lew Hoad Ken Rosewall         | 2:6, 1:6, 1:6             |
| Finalista     | 5. | 1953 | Wimbledon, Londyn                      | Trawiasta    | Rex Hartwig      | Lew Hoad Ken Rosewall         | 4:6, 5:7, 6:4, 5:7        |
| Zwycięzca     | 2. | 1953 | U.S. National Championships, Nowy Jork | Trawiasta    | Rex Hartwig      | Gardnar Mulloy Bill Talbert   | 6:4, 4:6, 6:2, 6:4        |
| Zwycięzca     | 3. | 1954 | Australian Championships, Sydney       | Trawiasta    | Rex Hartwig      | Neale Fraser Clive Wilderspin | 6:3, 6:4, 6:2             |
| Zwycięzca     | 4. | 1954 | Wimbledon, Londyn                      | Trawiasta    | Rex Hartwig      | Vic Seixas Tony Trabert       | 6:4, 6:4, 3:6, 6:4        |
| Finalista     | 6. | 1956 | Australian Championships, Brisbane     | Trawiasta    | Don Candy        | Lew Hoad Ken Rosewall         | 8:10, 11:13, 4:6          |
| Finalista     | 7. | 1957 | French Championships, Paryż            | Ceglana      | Don Candy        | Neale Fraser Lew Hoad         | 3:6, 0:6, 3:6             |

#### Gra mieszana (1–4)
| Końcowy wynik | Nr | Data | Turniej                                | Nawierzchnia | Partnerka           | Przeciwnicy                | Wynik finału  |
| ------------- | -- | ---- | -------------------------------------- | ------------ | ------------------- | -------------------------- | ------------- |
| Finalista     | 1. | 1951 | French Championships, Paryż            | Ceglana      | Thelma Coyne Long   | Doris Hart Frank Sedgman   | 5:7, 2:6      |
| Finalista     | 2. | 1951 | Wimbledon, Londyn                      | Trawiasta    | Nancye Wynne Bolton | Doris Hart Frank Sedgman   | 5:7, 2:6      |
| Finalista     | 3. | 1951 | U.S. National Championships, Nowy Jork | Trawiasta    | Shirley Fry         | Doris Hart Frank Sedgman   | 3:6, 2:6      |
| Finalista     | 4. | 1953 | French Championships, Paryż            | Ceglana      | Maureen Connolly    | Doris Hart Vic Seixas      | 6:4, 4:6, 0:6 |
| Zwycięzca     | 1. | 1957 | Wimbledon, Londyn                      | Trawiasta    | Doris Hart          | Althea Gibson Neale Fraser | 6:4, 7:5      |